# Жизнь продолжается (песня)
Жизнь продолжается — песня украинской певицы Тины Кароль выпущенная 19 сентября 2013 года. Композиция является вторым синглом с мини-альбома «Помню».

## Описание
Украинская певица Тина Кароль презентовала песню с оптимистичным названием «Жизнь продолжается». Сингл доступен для бесплатного скачивания на официальном сайте Кароль. В него вошли сама песня, ремикс radio edit и club edit, а также караоке-версия — делиться с поклонниками оригинальными инструментальными фонограммами своих песен стало для певицы уже традицией. Это вторая песня певицы, которую она представила слушателям после смерти своего мужа Евгения Огира.
Автором слов и музыкы, является Влад Дарвин.
Одновременно с выходом новой композиции, объявлено о концертном туре певицы. Новая сольная программа Тины Кароль «Сила любви и голоса».
23 октября, певица представила видеоклип на одноимённую песню. Премьера состоялась на официальном YouTube канале исполнительницы.

## Видео
Премьера нового видеоклипа на песню «Жизнь продолжается», состоялась 24 октября 2013 года на официальном YouTube канале исполнительницы.
Экранизация жизнеутверждающей песни певицы переполнена символизмом и её личной философией, каждый человек может увидеть трогательную историю певицы. Режиссёром видеоклипа выступил Ярослав Пилунский, ранее снимавший для Тины клип к песне «Помню». В новой видеоработе на песню «Жизнь продолжается», певица подчеркивает, что её прошлое всегда будет её настоящим. Тина Кароль показывает не просто клип, она показывает свою личную историю молодой хрупкой девушки с сильным сердцем.
В новой работе Кароль все символично: лошадь, как образ жизнелюбия и несломимого характера певицы; вода, которая никогда не смывает печаль; красная роза в огне, словно её любовь испепеляет пламенем тоска. Мистический герой, который появляется в клипе всего на несколько секунд, олицетворяет любовь всей её жизни, человека, который остается рядом с ней везде и во всём. Он неподвижно наблюдает за тем, как певица изо всех сил старается жить и петь без него. Она идет по жизни веря в их любовь, любовь после смерти.
Клип снимали на Министерском озере два дня. Перед съёмками клипа, Кароль брала уроки верховой езды в конном клубе.

## Список треков
| №  | Название                                                    | Длительность |
| -- | ----------------------------------------------------------- | ------------ |
| 1. | «Жизнь продолжается»                                        | 3:35         |
| 2. | «Жизнь продолжается» (Max Creative & Andrew Rai Radio Edit) | 2:58         |
| 3. | «Жизнь продолжается» (Instrumental)                         | 3:35         |
| 4. | «Жизнь продолжается» (Max Creative & Andrew Rai Remix)      | 4:40         |

## История релиза
| Регион | Дата             | Формат                      | Версия  | Лейбл         | Прим.  |
| ------ | ---------------- | --------------------------- | ------- | ------------- | ------ |
| Мир    | 19 сентября 2013 | Цифровая загрузка, стриминг | русская | Astra Records | [ 1 ]  |
| СНГ    | 20 сентября 2013 | Радиоротация                | русская | Astra Records | [ 16 ] |

## Чарты
| Страна                              | Наивысшая позиция |
| ----------------------------------- | ----------------- |
| Украина (TopHit Украинский Топ-100) | 15                |
| Киев (TopHit) Киевский Топ-100)     | 18                |
| Россия и СНГ (TopHit Общий Топ-100) | 140               |
| Россия и СНГ (TopHit Общий годовой) | 158               |

## Награды и номинации
| Год  | Награда | Номинированная работа | Категория    | Результат | Ис.    |
| ---- | ------- | --------------------- | ------------ | --------- | ------ |
| 2014 | «YUNA»  | «Жизнь продолжается»  | Лучшая песня | Номинация | [ 17 ] |